# Magister officiorum
Magister officiorum (grško μάγιστρος τῶν ὀφφικίων [magistros tōn offikiōn], slovensko  predstojnik (državnih) uradov) je bil v poznem Rimskem cesarstvu in prvih stoletjih Bizantinskega cesarstva eden od najvišjih državnih položajev. V slednjem se je postopoma pretvoril v visok časten naslov, izgubil ugled  in v 12. stoletju izginil.

## Zgodovina in pristojnosti

### Pozno Rimsko cesarstvo
Četudi nekateri zgodovinarji trdijo, da je naslov  nastal pod cesarjem Dioklecijanom (vladal 284–305), se je prvič dokazano pojavil med vladavino cesarja Konstantina I. (vladal 306–337) leta 320. Konstantin ga je uvedel verjetno zato, da bi omejil pristojnosti pretorijanskega prefekta (praefectus praetorio), ki je bil glavni pomočnik rimskih cesarjev, zadolžen  za državno upravo. Nadziral je državno tajništvo (sacra scrinia), razdeljeno na štiri urade, katerim so načelovali magistri:  scrinium memoriae, scrinium epistularum, scrinium libellorum in  scrinium epistolarum Graecarum. Prvi urad se je ukvarjal s cesarjevimi sklepi (annotationes), sprejemal dokumente, na katere je cesar pripisal svoje pripombe, in odgovarjal na pritožbe, naslovljene na cesarja. Drugi se je ukvarjal z državno korespondenco s tujimi mogočniki  ter  provincijskimi in mestnimi upravami.  Tretji se je ukvarjal s pritožbami z nižjih sodišč in pritožb, povezanih z njimi. Četrti se je ukvarjal z dokumenti, objavljenimi  v grškem jeziku, ter prevajanjem latinskih dokumentov v grščino. Konstantin je magistra officiorum zadolžil tudi za nadziranje agentes in rebus, skupine zaupnih kurirjev, ki so hkrati delovali tudi kot  nadzorniki državne uprave. Nadzor nad njimi je dajal položaju magistra officiorum še posebej veliko moč. Položaj je hitro postal zelo ugleden: na začetku je bil na ravni tribuna, proti  koncu Konstantinove vladavine pa na ravni comesa.
Pooblastila  magistra officiorum so se še povečale leta 395, ko je cesar Arkadij (vladal 395-408) sfero javne pošte (cursus publicus,  δημόσιος δρόμος), palačne straže (Scholae Palatinae) in cesarskih arzenalov (fabricae) prenesel iz pretorijanske prefekture na magistra officiorum. Zadnje  spremembe so razvidne iz Notitiae  Dignitatum, seznama vseh državnih položajev, sestavljenega  okoli leta 400. V 5. stoletju, natančen datum ni znan, je vzhodni magister officiorum prevzel tudi poveljstvo nad obmejnimi stražami (limitanei).
Magister je postopoma prevzel tudi koordiniranje zunanjih zadev (uradni prevajalci in tolmači so spadali v njegov resor že v 4. stoletju) in Vzhoda.  Notitia omenja,  da so bili v tako imenovanem  Uradu za barbare (scrinium barbarorum,  σκρίνιον τῶν βαρβάρων) magistru podrejeni štirje sekretarji. Eden od najbolj slavnih nosilcev naslova je bil Peter Patricij, ki je položaj zasedal od leta 539 do 565 in opravil številne diplomatske misije za cesarja Justinijana I. (vladal 527–565). Položaj se je po padcu Zahodnega rimskega cesarstva obdržal v ostrogotski Italiji. Zasedali so ga eminentni rimski senatorji, med njimi tudi Boetij in Kasiodor.

### Bizantinsko cesarstvo
V Vzhodnem rimskem cesarstvu se je položaj magistra officiorum ohranil do poznega 7. ali 8. stoletja,  ko se je večina uradniških položajev ukinila in se pretvorila v visoke položaje magistrov (μάγιστρος [mágistros], ženska oblika μαγίστρισσα [magístrissa]). Naslov kljub temu ni odšel povsem v pozabo vsaj do vladavine Leona VI. Modrega, ko se je njegov vplivni tast Stilijan Zauc ponovno naslavljal z »gospodar božanskih pisarn«  (μάγιστρος τῶν θείων ὀφφικίων [mágistros tón theíon offikíon]). Večino opravil  magistra officiorum v državni upravi je prevzel 'logothetēs tou dromou', ki je bil zadolžen za javno pošto in zunanje zadeve, cesarska telesna straža pa se je preoblikovala v tagmato.
Zgleda, da sta bila do vladavine Mihaela III. (vladal 842–867) samo dva magistrska položaja: višji, ki se je imenoval prōtomagistros (πρωτομάγιστρος, prvi magister) in je bil ponovno eden od najvišjih državnih ministrov, vendar brez posebnih  zadolžitev,  in nižji, ki je predsedoval bizantinskemu senatu. Od Mihaela III. dalje je imelo naslov magistra več nosilcev hkrati. Magister je postal najvišji dvorni položaj v bizantinski hierarhiji, dokler se ni sredi 10. stoletja uvedel proedros. Filotetov Seznam proritet (Klētorologion), napisan leta 899, vsebuje 12 magistroi, medtem ko jih zahodni poslanik Liutprand Kremonski med vladanjem Nikiforja II. Fokasa (vladal 963–969) omenja 24. Položaj je obstajal tudi kasneje, vendar je stalno izgubljal svojo pomembnost. V poznem 10. in 11. stoletju se je naslov pogosto kombiniral z naslovom  vestēs. V poznem 11. stoletju se je znatno razvrednotil, zlasti v komnenskem obdobju, in v 12. stoletju povsem izginil.